# Rick de Kikker (Duinrell)

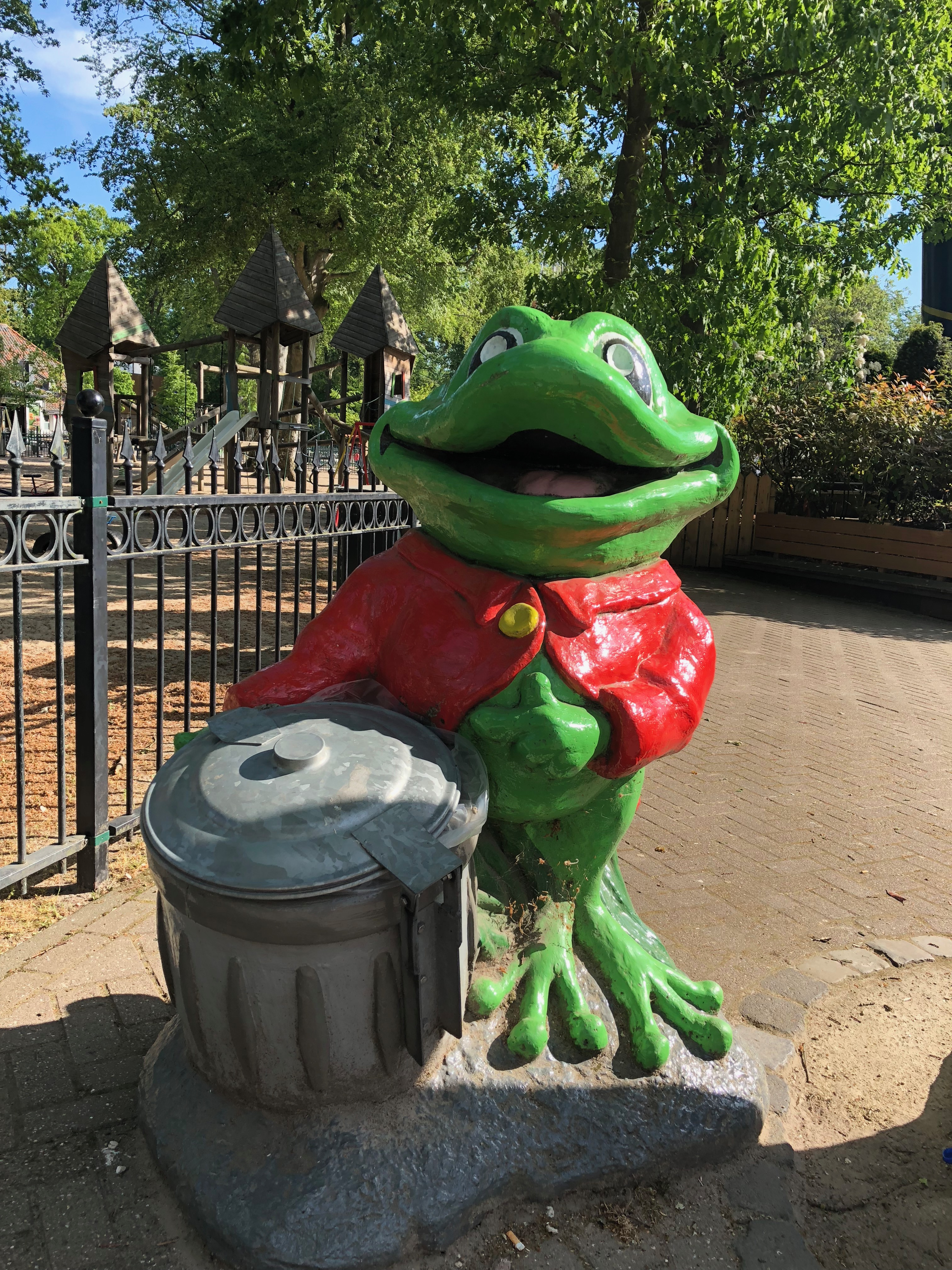
Duinrell Rick de Kikkerprullenbak

Rick de Kikker is de mascotte van attractiepark Duinrell in Wassenaar.
De toen nog naamloze kikker is als mascotte in 1978 bedacht. Hij wordt op alle reclame-uitingen van Duinrell afgebeeld. Op het park heeft hij onder andere zijn eigen Avonturenburcht, een vriendinnetje Lelie en een eigen huisje, waar hij soms te vinden is.
De mascotte werd in april 1978 voor het eerst gepresenteerd bij het indienen van een bezwaarschrift bij de gemeente Wassenaar tegen het bestemmingsplan dat minder recreatie zou toestaan. De op het landgoed aanwezige kikkers staan voor een milieu- en natuurvriendelijk Duinrell. De mascotte kreeg in mei van dat jaar de bijbehorende slogan 'Duinrell daar kikker je van op'.
In 1979 opende staatssecretaris Hazekamp de eerste kikkershow waarin de Duinrell-kikker een rol speelde als pneumatische robotkikker aangestuurd door electronica. Mei 1990 opende Henny Huisman de Play Kwek Show waarin hij als kikker op een waterorgel speelt.
In 1997 werd een prijsvraag uitgeschreven voor een naam voor de Duinrellkikker.. De winnaar werd 'Rick de kikker', naar het gelijknamige kinderprogramma. De mascotte kreeg een nieuw ontwerp van Erwin de Werd met een rood jasje.
Afbeeldingen · Lijst van attracties